# Гарсиа Пимьента, Франсиско Хавьер
Франси́ско Хавье́р Гарси́а Пимье́нта (исп. Francisco Javier García Pimienta; род. 3 августа 1974, Барселона) — испанский футболист и тренер.

## Клубная карьера
Родился в Барселоне, Каталония, Гарсия Пимьента присоединился к «Барселоне» в 1986 году. Его дебют состоялся в третьей команде «Барсы», игравшей в Терсере.

## Тренерская карьера
В 2001 году, будучи ещё игроком, Гарсия был помощником своего однофамильца Алекса Гарсии в детской команде Барселоны. Он покинул клуб в 2003 году, вернувшись через три года в качестве главного тренера в той же возрастной категории.
Гарсия Пимьента был назначен помощником Жерара Лопеса во второй команде «Барсы» 21 июля 2015 года. 25 октября 2017 года стал тренером юношеской команды каталонцев, заменив Габри.

## Достижения

### Тренер
Барселона
- Юношеская лига УЕФА: 2017/18